# Lumbung Rejo
Lumbung Rejo is een bestuurslaag in het regentschap Sleman van de provincie Jogjakarta, Indonesië. Lumbung Rejo telt 7243 inwoners (volkstelling 2010).